# Cylicostrongylus
Cylicostrongylus ist eine Gattung der Hakenwürmer mit drei Arten.

## Merkmale
Der Kopf ist rund und breiter als der Rest des Körpers. Die Mundöffnung liegt oben-vorn, Lippen fehlen. Die Mundkapsel ist tassenförmig und weist ein dornartiges Stilett auf sowie hornartige Verdickungen, davon je eine seitlich und bauchseitig und zwei rückenseitig. Zähne sind seitlich-rückenseitig und seitlich-bauchseitig vorhanden. Die ventralen und lateralen Rippen der Bursa copulatrix sind einfach gebaut, die externodorsale entspringt vom Stamm der dorsalen. Letztere zweigt sich an der Spitze in zwei kleine Äste auf. Die Spicula sind gleich lang.

## Systematik
Cylicostrongylus wird von Hodda in die Tribus Diaphanocephalini und hier in die Subtribus Diaphanocephalinii eingeteilt. Sie enthält folgende Arten:
- Cylicostrongylus indicus Gupta & Garg, 1978
- Cylicostrongylus thapari Sood, 1966
- Cylicostrongylus trichiurusi (Srivastava & Gupta, 1978)